# بات (الهه)

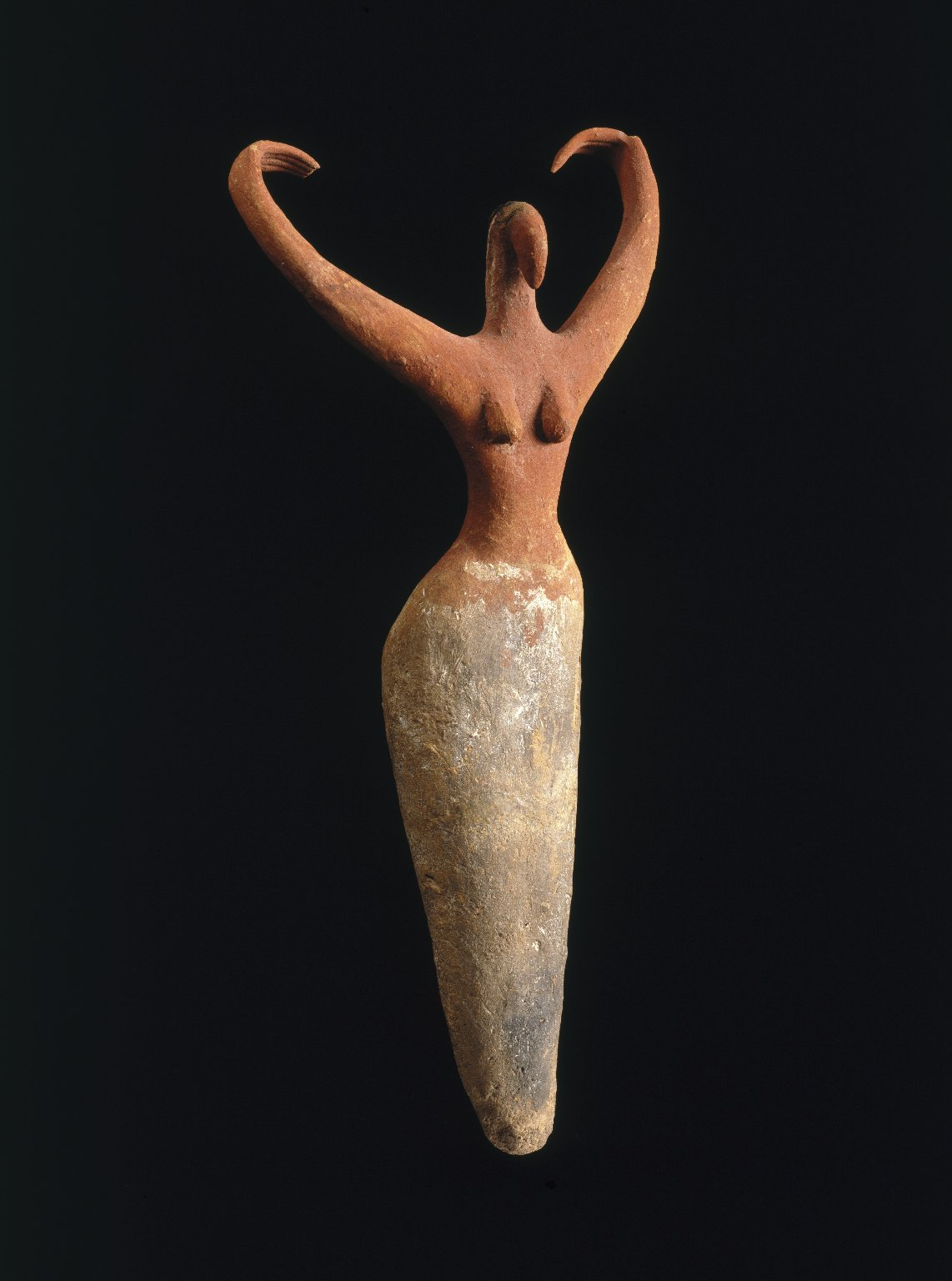
این مجسمه سفالی نقاشی شده از یک زن، که متعلق به تمدن باستانی شهر مصری نقاده در حدود ۳۵۰۰–۳۴۰۰ پیش از میلاد است، به عنوان نماد بات تفسیر می‌شود، - موزه بروکلین.

بات یک الهه گاو در اسطوره‌شناسی مصر باستان است که در شکل چهره انسان با گوش‌ها و شاخ‌های گاو یا به عنوان یک زن نمایش داده می‌شد. شواهدی از پرستش بات در قدیمی‌ترین مدارک مربوط به آیین‌های مذهبی مصر باستان وجود دارد. تا زمان پادشاهی میانه، پس از اتحاد مصر سفلی و مصر علیا، هویت و ویژگی‌های بات در الهه حاثور گنجانده شده بود، الهه‌ای مشابه که در ناحیه‌ای دیگر پرستش می‌شد. تصویر بات بر روی عود مقدس مصریان باستان، که در آیین‌های مذهبی استفاده می‌شد باقی ماند.

## پرستش
پرستش بات به زمان‌های بسیار قدیم در مصر باستان بازمی‌گردد و ممکن است ریشه‌های آن در فرهنگ‌های پرورش دام دوره پارینه‌سنگی متاخر باشد. بات الهه اصلی شهرک هو در ناحیه هفتم مصر علیا بر ساحل رود نیل بود که همچنین به نام دیوسپولیس پاروا نیز شناخته می‌شود.

## نام
لقب بات ممکن است ترکیبی ازکلمه «با» و پسوند مؤنث «ت» باشد. «با» به‌طور کلی معادل شخصیت یا تجلی یک فرد است و اغلب به عنوان «روح» ترجمه می‌شود.

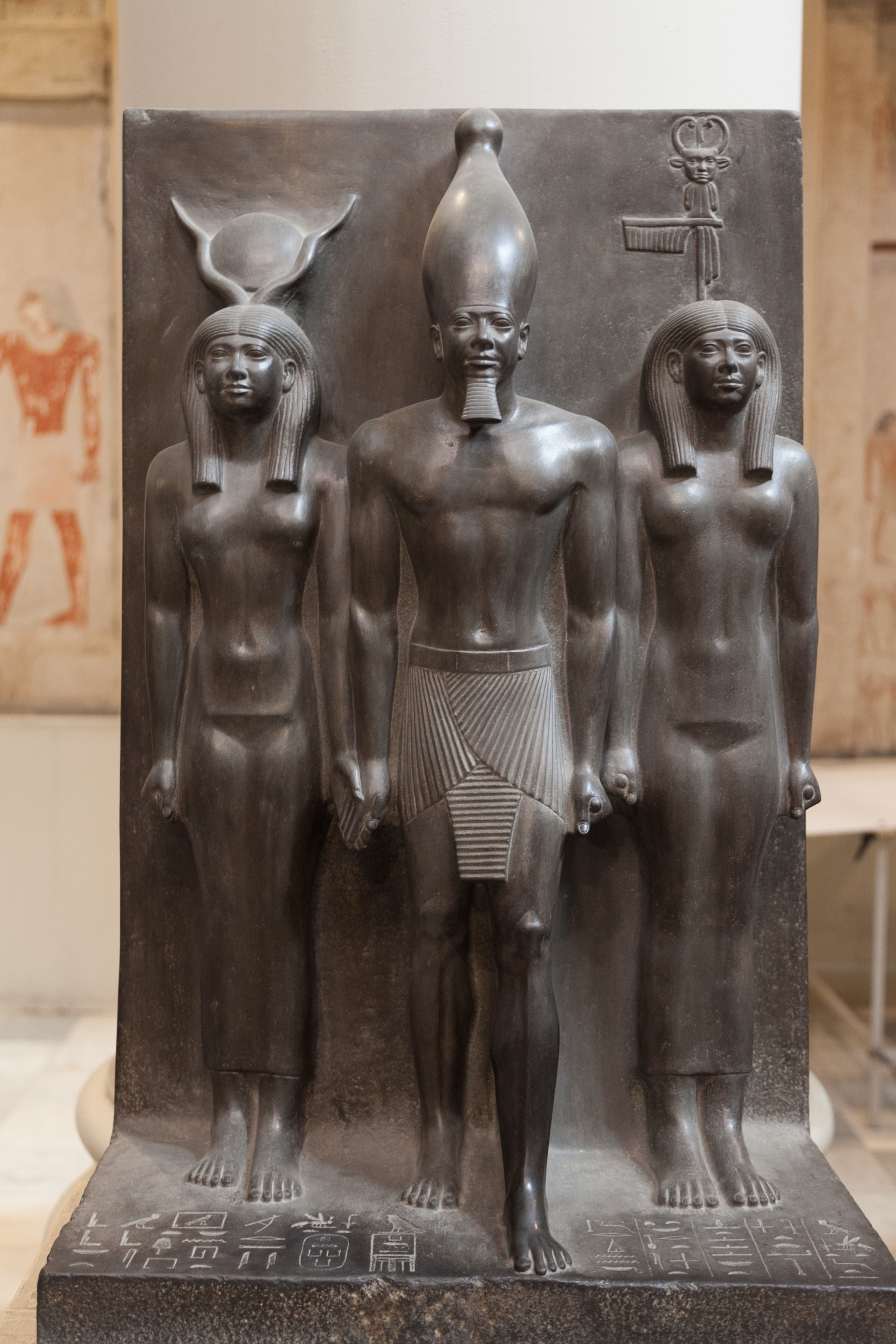
دراین مجسمه سه‌تایی از دودمان چهارم، که مربوط به حدود ۲۵۳۰ سال پیش از میلاد است، هر دو الهه بات (راست) وحاثور (چپ) در کنار منکورع (از فراعنه کهن مصر) ایستاده‌اند. این الهه‌ها اقتدار لازم برای پادشاه بودن فرعون را فراهم می‌کنند و با تاج‌های خود شناخته می‌شوند. نماد روی تاج بات نمایانگر سیستروم است، هرچند که تاج همچنین شامل چهره زومورفیک (استفاده از اشکال حیوانات در هنر) او و پر ماعت (فر ایزدی که فرعون را از حق الهی برخوردار می‌سازد) نیز می‌باشد..

## تصاویر در فرهنگ مصر باستان
اگرچه بات به ندرت به‌طور واضح در نقاشیها یا مجسمه‌سازیها به تصویر کشیده می‌شد، اما برخی آثار مهم (مانند بخش‌های بالایی لوحه نارمر) شامل تصاویری از الهه به شکل گاویان هستند. در نمونه‌های دیگر، بات در هیبت یک موجود آسمانی گاویان احاطه شده توسط ستارگان، یا به شکل یک زن به تصویر کشیده شده است. به‌طور معمول‌تر، بات بر روی حرزها به تصویر کشیده می‌شد، با چهره انسانی اما ویژگی‌های گاویان، از جمله گوش‌های گاو و شاخ‌های خمیده به داخل از نوع دام‌هایی که ابتدا توسط مصریان پرورش داده می‌شدند.
بات ارتباط نزدیکی با سیستروم پیدا کرد و مرکز فرقه آن به «کاخ سیستروم» شناخته می‌شد. سیستروم یک ساز موسیقی به شکل عَنخ، یک علات نوشتاری در خط هیروگلیف مصری، است که به معنی زندگی یا به عنوان سمبل زندگی است، که یکی از پرکاربردترین سازهای مقدس در معابد مصر باستان بود. برخی از این سازها تصاویری از بات را بر خود داشتند، با سر و گردن او به عنوان دسته و پایه و با جیرجیرک‌هایی که بین شاخ‌های او قرار داشتند. این تصاویر در هر دو طرف ساز تکرار می‌شد، به طوری که دو چهره داشتند، همان‌طور که در متون اهرام اینگونه اشاره شده است:
«من ستایش هستم؛ من عظمت هستم؛ من بات با دو چهره‌اش هستم؛ من کسی هستم که نجات یافته است و خود را از هر چیز شرور نجات داده‌ام.»

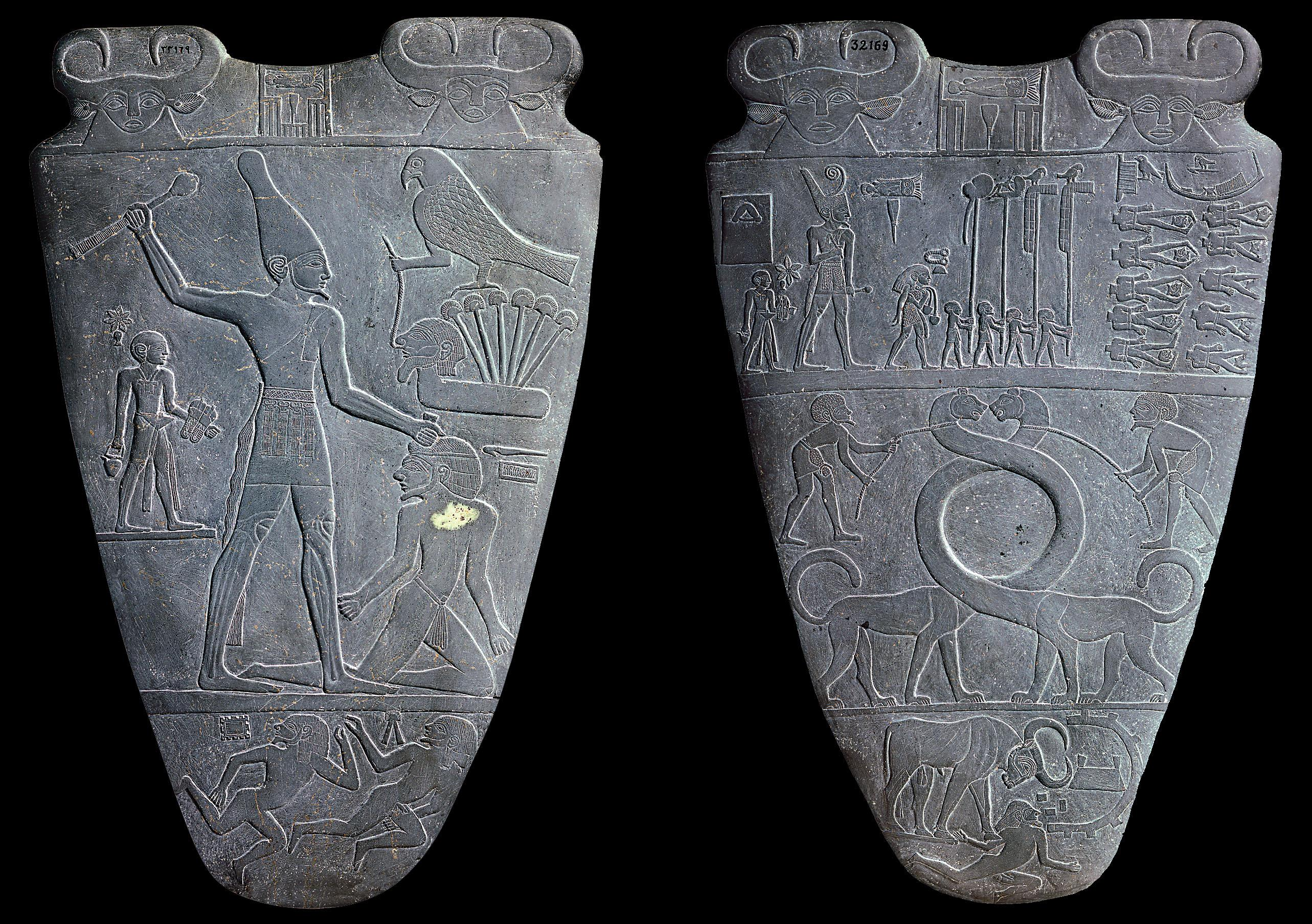
بات در بالای هر دو طرف لوحه نارمر قرار دارد، حدود ۳۲۰۰–۳۱۰۰ پیش از میلاد.

## رابطه باحاثور
تصاویر بات به عنوان یک گاو الهی شباهت زیادی به تصاویرحاثور، الهه‌ای همزمان در ناحیه‌ای دیگر، داشت. در تصاویر دوبعدی، هر دو الهه معمولاً به صورت روبرو و در مقابل بیننده به تصویر کشیده می‌شوند و نه به صورت نیم‌رخ که شیوه معمول مصری‌ها در آن زمان بود. تفاوت برجسته مابین این دو الهه این است که شاخ‌های بات به سمت داخل خم می‌شوند، در حالی که شاخ‌های حاثور کمی متمایل به بیرون خم شده‌اند. احتمالاً این تفاوت به دلیل نژادهای مختلف گاوهایی است که در زمان‌های مختلف پرورش داده می‌شدند.

مرکز فرقه‌ای که این حیوان را می‌پرستیدند در ناحیه ششم مصر علیا، در مجاورت ناحیه هفتم بود، جایی که بات الهه گاو بود، که این ممکن است نشان دهد که در مصر پیش از تاریخ، حاثور و بت ممکن است الهه‌ای یکسان بوده‌اند. بعد و تا زمان پادشاهی میانه مصر، فرقه برستنده حاثور، همانگونه که در ادغامهای مشابه در دستگاه خدایان مصر باستان دیده شده، دوباره به پرستش بات متمایل شده‌اند.